# 식물의 생장
식물의 생장이란 식물의 씨앗이 발아하여 뿌리·줄기·잎을 내며, 그 후 광합성이나 질소 동화를 하면서 점차 크기와 무게를 더해가는 과정을 가리킨다. 식물뿐만 아니라 모든 생물체는 대부분 다수의 세포로 이루어져 있으므로 생물 개체가 생장한다는 것은 세포 분열을 하여 세포수가 늘어난다는 것을 뜻한다.

## 생장 속도

### 식물의 생장과 온도
식물 생장은 온도의 영향을 강하게 받는다. 그러나 어느 한계까지만 온도 상승과 더불어 생장 속도가 증가할 뿐, 적정 온도를 넘으면 오히려 생장이 억제된다. 이와 같은 식물의 생장과 온도 간의 관계는 다음과 같이 설명할 수 있다. 즉, 생장은 세포의 활동으로 이루어지는데, 세포의 활동은 온도가 높을 때에 활발하므로, 이때에 생장 속도도 빨라진다. 그러나 알맞은 온도 범위를 넘어서면 고온으로 인하여 세포의 주요 성분인 단백질이 변화되므로 오히려 세포의 활동이 나빠져서 생장이 억제되는 것이다. 식물 생장에 가장 적당한 온도는 식물의 종류에 따라서 차이가 많다. 예를 들어, 옥수수가 싹을 틔우는 온도는 33-34°C인 데 비해, 고산 식물은 냉온에서도 잘 견딘다.

### 식물의 생장과 빛
온도와 마찬가지로 빛도 식물의 생장에 큰 영향을 미친다. 그중 한 이유는 광합성 속도가 빛의 세기에 의존하기 때문이다.  그러나 빛이 생장에 미치는 영향은 광합성 촉진뿐만이 아니다. 예를 들어, 콩은 모든 식물과 마찬가지로 싹이 틀 때 저장 물질이 있으므로 광합성이 이루어지지 않는다. 그러나 이때도 빛을 쬐어 주지 않으면, 잎이 거의 없는 비정상적인 상태인 콩나물로 변하는 것을 볼 수 있다. 한편, 콩나물에 다시 빛을 쬐어 주면 정상적인 식물로 생장한다. 이러한 현상은 빛이 광합성을 통해서뿐만 아니라, 그 밖의 면에도 영향을 미침을 나타내 주는 것이다. 이처럼 빛은 대체로 식물체를 정상 상태로 생장시키는 역할을 한다.
그래서 빛은 식물에 중요하다.

## 생장점
식물이 자랄 때, 식물 전체가 똑같이 생장하는 것은 아니며, 특정한 곳이 유달리 활발하게 생장한다.  예를 들어, 생장하고 있는 식물 뿌리에 같은 간격으로 표시를 해두고 며칠 후에 이것을 살펴보면 표시한 간격이 뿌리 부위에 따라 상당히 차이가 나 있음을 볼 수 있다. 즉, 뿌리 끝에서 조금 떨어진 곳이 가장 간격이 넓어져 있으며, 뿌리 밑둥에 가까운 곳은 그다지 간격이 벌어지지 않는데, 이것은 뿌리의 생장이 끝 부분에서 더 활발하게 이루어짐을 나타내는 것이다. 그 이유는 다음과 같다. 뿌리 끝에는 활발히 세포 분열을 하는 분열 조직인 생장점이 있어서, 여기에서 만들어진 세포가 점차 새로 생긴 세포에 밀려 위쪽으로 이동되기 때문이다. 이때 밀어올려진 세포는 활발하게 생장하여 뿌리를 길게 자라게 하는데, 이 부분을 '생장부'라고 한다. 신장이 끝난 세포는 더 이상 커지지 않는다.  한편, 뿌리에서뿐만 아니라 줄기에서도 끝에서 조금 떨어진 부위가 최대로 생장하는 것을 볼 수 있다. 이와 같이 뿌리나 줄기의 생장 부분은 일정하게 한정되어 있다  이와 달리, 활엽 식물의 잎은 잎 전체가 생장한다. 예를 들어, 수세미외 등의 잎 표면에 먹으로 가로와 세로로 선을 그어두면, 잎 생장과 더불어 표시된 간격이 고루 벌어진다. 그러나 같은 잎이라도 벼과식물에서는 잎 밑둥 부분이 가장 활발하게 생장한다.